# Coin3D
Coin3D является реализацией API Open Inventor в виде библиотеки с открытым исходным кодом. Coin3D был первоначально разработан и поддерживался в качестве коммерческого программного обеспечения норвежской компанией Kongsberg Oil & Gas Technologies (ранее Kongsberg SIM ). Coin3D, как и Open Inventor, представляет собой объектно-ориентированный API-интерфейс трехмерной графики, ориентированный на C++, используемый для программирования более высокого уровня для OpenGL. API обеспечивает ряд общих конструкций визуализации графики для разработчиков, таких как графы сцены. Coin3D полностью совместим с Open Inventor API версии 2.1. Coin3D может использоваться для разработки передовых решений для визуализации в широком диапазоне областей применения, таких как геомоделирование, САПР, медицинская визуализация, робототехника и презентация.
Согласно Kongsberg Oil & Gas Technologies, данная библиотека используется в ряде коммерческих проектов и проектов с открытым исходным кодом, научных проектов в области визуализации или 3D-моделирования, таких как OpenRAVE. В частности, библиотека Coin была использована Apple для 3D-рендеринга в iWork '08 и более поздних версиях, в проекте FreeCAD Coin3D используется для визуализации, несмотря на наличие аналогичной функциональности в так же используемом проектом графическом ядре OpenCASCADE.

## История лицензий
С 1998 по 2011 год Coin3D разрабатывался и поддерживался компанией Systems in Motion (SIM), впоследствии переименованной в Kongsberg SIM, впоследствии слитой в материнскую компанию Kongsberg Oil & Gas Technologies Kongsberg Gruppen . В течение этого периода Coin3D был доступен по схеме двойной лицензии: GPL или частная коммерческая лицензия. В середине 2011 года Kongsberg решил завершить Coin3D как коммерческий продукт из-за снижения спроса и переориентации бизнеса. В качестве услуги для сообщества пользователей Kongsberg повторно лицензировал Coin3D под менее строгой лицензией BSD с 3 пунктами . После этого исходный код библиотеки поддерживается его пользователями и доступен на Github.

## Интеграция с графическим интерфейсом
Существует несколько библиотек, которые предназначены для интеграции Coin3D со средами разработки графического интерфейса Qt, Windows и Apple Cocoa. Кроме того, по прежнему поддерживаются устаревшие библиотеки Win32 и Motif.

## Языковые привязки
Coin3D написан на C++, но доступен из других языков программирования, в частности, Python (Pivy), Java и JavaScript.

## Внешние ссылки
- github.com/coin3d — официальный сайт Coin3D
- https://archive.today/20121128051729/http://community.livejournal.com/coin3d_ru Сообщество программистов Coin3D (RU)